# Viroconium
Viroconium era una città romana in Inghilterra. Oggi è il villaggio di Wroxeter, circa otto chilometri a sud-est di Shrewsbury. Si pensa che fosse il quarto insediamento romano più grande della Britannia, con una popolazione di oltre 15 000 abitanti. Fu fondata sotto Nerone a metà del I secolo d.C., per poi crescere fino a includere un acquedotto, delle terme ed un Foro dedicato all'imperatore Adriano nel 129-130.
Continuò ad essere occupata fino al 410, data del ritiro delle truppe romane dall'isola ed è stato suggerito che potrebbe essere stata la Camelot arturiana. Era posizionata nel territorio dell'antica tribù celtica Cornovi.

## Storia

### La conquista della Britannia sotto Claudio
Una volta sbarcate sull'isola le armate romane agli inizi del 43, si trovarono a dover fronteggiare la resistenza britannica dei principi Togodumno e Carataco, figli del re catuvellauno Cunobelino. Un consistente esercito britannico diede battaglia alle legioni romane vicino a Rochester, sul fiume Medway. La battaglia infuriò per due giorni e visto il ruolo decisivo da lui svolto, Osidio Geta fu insignito degli ornamenta triumphalia. I Britanni furono incalzati oltre il Tamigi dai Romani che inflissero loro gravi perdite. Togodumno morì poco dopo.
In breve i Romani dilagarono e conquistarono il sud-est dell'isola, ponendo un primo forte di truppe ausiliarie a Viroconium attorno al 49/50 ed un Municipio..

### Da Nerone a Domiziano

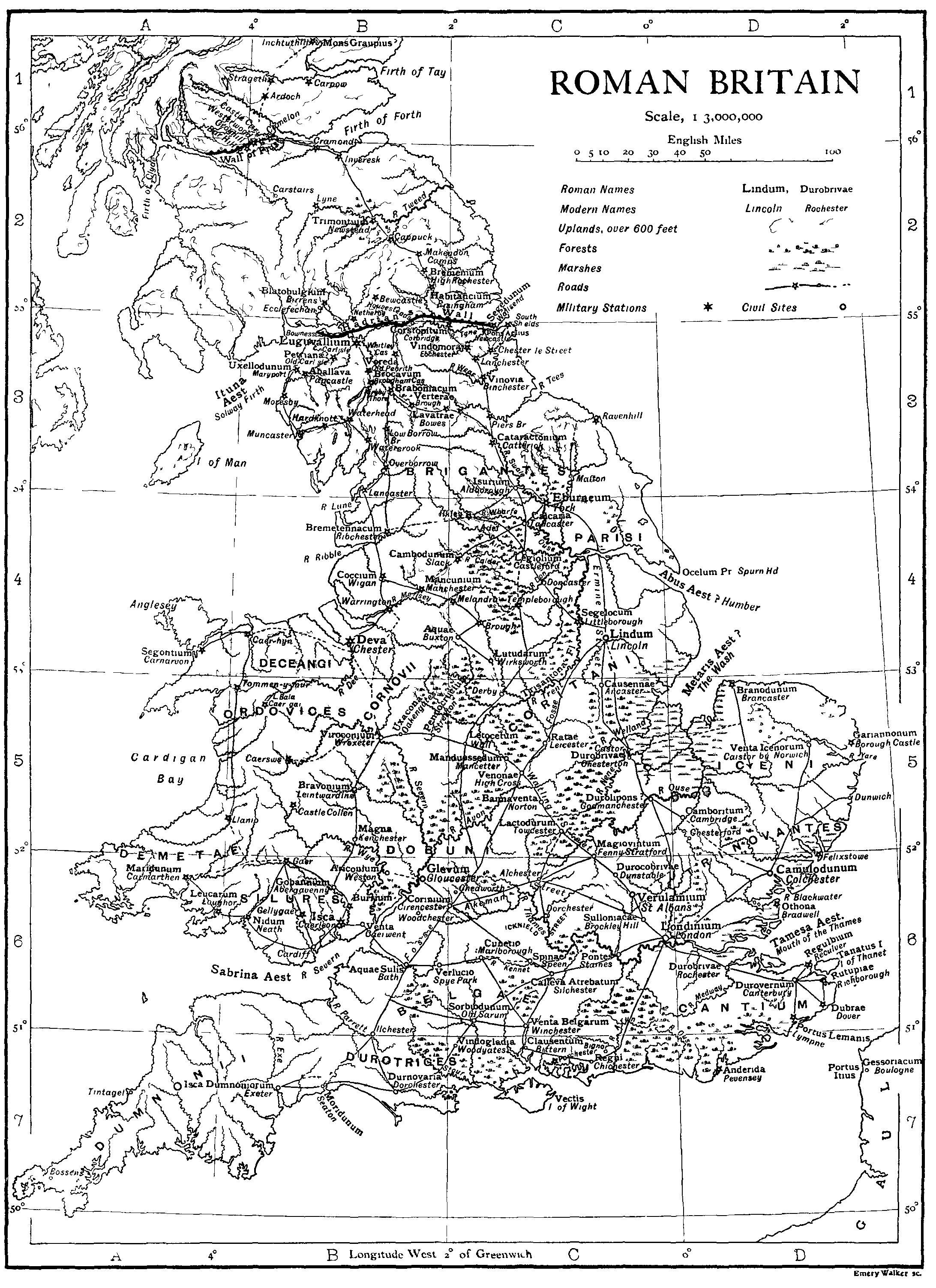
La provincia romana della Britannia.

Il risultato di questo primo decennio di campagne militari, consegnarono parte della Britannia meridionale nelle mani dell'imperatore romano. E dopo la morte di Ostorio, il nuovo governatore, Aulo Gallo, riuscì a penetrare nel Galles, senza però poi dilagare nella regione. Quando sul trono imperiale salì Nerone nel 54, i governatori Quinto Veranio Nipote prima e Gaio Svetonio Paolino poi, scatenarono una nuova offensiva che portò nel 60 alla conquista dell'isola di Mona, centro della religione druidica. Delle quattro legioni che ne componevano l'armata d'invasione, sappiamo che la legio XIV Gemina fu posta per un breve periodo dal 56 al 65 proprio a Viroconium, in seguito sostituita fino all'88 dalla Legio XX Valeria Victrix.
Il nuovo municipio che si stava sviluppando attorno al castra militare, copriva ora un'area di ben 81 ha,, che si suppone avesse non meno di 15 000 abitanti ed una fiorente industria del vetro ed estrattiva per la produzione di gesso. Ma attorno agli anni 60/61 i romani dovettero fronteggiare due difficili ribellioni: la prima da parte della regina degli Iceni, Boudica, la seconda, una decina di anni più tardi (attorno al 70), da parte di un certo Venuzio, marito della regina filo-romana Cartimandua, entrambi sconfitti a fatica dalle armate romane. A ciò seguì la rapida romanizzazione dei Briganti e dei Parisi.
Gli anni successivi videro il governatore Sesto Giulio Frontino alcune campagne contro i Siluri ed altre tribù gallesi ostili alla presenza romana nell'isola. A lui seguì il famoso Gneo Giulio Agricola, suocero dello storico romano Tacito. Agricola spazzò via la resistenza degli Ordovici del Galles, marciò poi nelle Pennines, costruì strade e l'odierna Chester. Egli era deciso a portare a termine l'occupazione dell'intera isola, comprese le aree settentrionali. Le armate romane dopo aver ottenuto un'importante vittoria contro i Caledoni di Calgaco al Monte Graupio nell'attuale Scozia settentrionale, sembravano vicine al grande epilogo, quando l'allora Imperatore, Domiziano, decise di richiamare il governatore, trasferendo dalla Britannia parte delle sue truppe, in vista delle campagne in Germania per l'occupazione degli Agri decumates. Era la fine di un sogno, tentano invano ancora un paio di volte sotto Antonino Pio e Settimio Severo, ma mai portato a termine.
In seguito a questi ultimi accadimenti le truppe legionarie della legio XX Valeria Victrix di sede a Viroconium, furono trasferite (nell'88) ed il castra definitivamente chiuso.

### Dal II al V secolo
Di questa località sappiamo che in seguito, attorno al 169, forse in seguito ad una rivolta delle tribù del Galles il suo Foro fu incendiato. Ed ancora che attorno al 260 alcuni raid delle tribù dell'antica Irlanda potrebbero aver portato devastazione fino alle sue "porte". Fu definitivamente abbandonata quando l'intero esercito fu ritirato e lasciato in balia delle invasioni di Angli e Sassoni attorno al 409-411.

### Fonti primarie
- Dione, Storia romana, LX.
- Strabone, Geografia.
- Svetonio, Vite dei Cesari: Claudio e Vespasiano.
- Tacito, Annales.

### Fonti secondarie
- AAVV., Atlante Storico De Agostini, Novara 1979.
- D.B.Campbell, Roman legionary fortresses 27 BC - AD 378, Oxford 2006.
- T. Cornell e J. Matthews, Atlante del Mondo romano, Novara 1984.
- S.Frere, Britannia: a History of roman Britain, Londra 1998. ISBN 0-7126-5027-X
- Graham Webster, Budicca: The British revolt against Rome AD 60, Londra 1978.
- Y. Le Bohec, L'esercito romano da Augusto a Caracalla, Roma 1992.
- E. Luttwak, La grande strategia dell'Impero romano, Milano 1991.
- H. Parker, The roman legions, New York 1958.
- G. Webster, The roman imperial army, Londra-Oklahoma 1998. ISBN 0-8061-3000-8

### Località geografiche/altro
- Britannia (provincia romana)
- Governatori romani della Britannia
- Britanni
- Lista di fortezze legionarie romane
- Limes romano
- Legio XX Valeria Victrix
- Legio XIV Gemina
- Wroxeter